# Lijst van rivieren in Louisiana
Dit is een lijst van rivieren in Louisiana.

## Naar Stroomgebied

### Stroomgebied van de Calcasieu
- Calcasieu
  - Houston River

### Stroomgebied van de Mississippi / Mississippidelta
- Amite
- Atchafalaya River
  - Bayou Teche
  - Red River
    - Cane River
    - Black River
      - Ouachita
        - Bayou Bartholomew
        - Boeuf River

      - Tensas
        - Bayou Macon

    - Little River
- Mississippi

### Stroomgebied van de Pearl
- Pearl River
  - Bogue Chitto River

### Stroomgebied van de Sabine
- Sabine

### Stroomgebied van de Vermilion
- Vermilion

## Alfabetisch
- Abita River
- Amite
- Atchafalaya
- Bayou Bartholomew
- Bayou Macon
- Bayou Nezpique
- Bayou Teche
- Black River
- Blind River
- Boeuf River
- Bogue Chitto River
- Bogue Falaya River
- Calcasieu
- Cane River
- Comite River
- Dugdemona River
- Flat River
- Houston River
- Little River
- Mermentau River
- Mississippi
- Natalbany River
- Ouachita
- Old River
- Pearl River
- Red River
- Sabine
- Tangipahoa River
- Tchefuncte River
- Tensas
- Tickfaw River
- Vermilion

Alabama · Alaska · Arizona · Arkansas ·  Californië · Colorado · Connecticut · Delaware · Florida · Georgia · Hawaï · Idaho ·  Illinois · Indiana · Iowa · Kansas · Kentucky · Louisiana · Maine · Maryland · Massachusetts · Michigan · Minnesota · Mississippi · Missouri · Montana · Nebraska · Nevada · New Hampshire · New Jersey · New Mexico · New York ·  North Carolina · North Dakota · Ohio · Oklahoma · Oregon · Pennsylvania · Rhode Island · South Carolina · South Dakota · Tennessee · Texas · Utah · Vermont · Virginia · Washington (staat) · Washington D.C. · West Virginia · Wisconsin · Wyoming